# Craftsia vaetta
Craftsia vaetta är en fjärilsart som beskrevs av Dyar 1914. Craftsia vaetta ingår i släktet Craftsia och familjen mott. Inga underarter finns listade i Catalogue of Life.